# Canta (distrito)
O Distrito peruano de Canta é um dos sete distritos que formam a Província de Canta, situada na Região de Lima.

## Transporte
O distrito de Canta é servido pela seguinte rodovia:
- PE-20A, que liga o distrito de Tinyahuarco (Região de Pasco) à cidade de San Martín de Porres (Província de Lima)
- LM-111, que liga a cidade ao distrito de Santa Rosa de Quives [2][3][4]